# Birlenbach (Siegen)

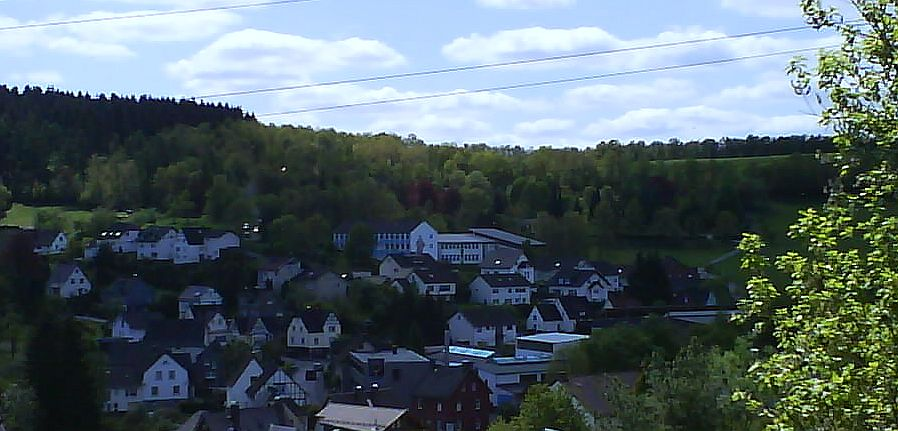
Blick vom Geisweider Schießberg auf einen Teil Birlenbachs

Birlenbach ist ein zum Stadtbezirk I der Großstadt Siegen gehörender Ortsteil.

## Geografie
Er liegt im Norden Siegens etwa 4 km nordwestlich des Siegener Stadtkerns und grenzt unter anderem an die Stadtteile Geisweid im Nordosten, Langenholdinghausen im Nordwesten und Trupbach im Westen. Durch den Stadtteil fließt der gleichnamige Birlenbach, welcher in Geisweid in die Ferndorf mündet. Berge um den Ort sind der 335 m hohe Mühlenberg im Norden und der 419 m hohe Heckenberg im Süden.

## Geschichte
Birlenbach wurde erstmals 1461 in einer Schatzungliste der Rentei zu Siegen als Ort mit zwei ansässigen Lehnhöfen erwähnt. Ursprünglich ein Haufendorf mit landwirtschaftlicher und haubergsbewirtschaftender Tätigkeit der Einwohner, wandelte es sich im Zuge der Industrialisierung und der einhergehenden Bautätigkeit innerhalb des Ortes zum Straßendorf. Von vormals 15 kleinbäuerlichen Haupterwerbsbetrieben zur Mitte des 19. Jahrhunderts ging die Zahl der Landwirte im Dorf auf sechs im Jahre 1895 zurück. Im 20. Jahrhundert diente die Landwirtschaft in Birlenbach dann nur noch zum Nebenerwerb. Um Birlenbach gab es verschiedene kleine Gruben. Eine der größten war die Grube Abendröte, in Betrieb zwischen 1864 und 1899.
Birlenbach gehörte dem ehemaligen Amt Weidenau an. Am 1. Juli 1966 kam der Ort im Zuge der kommunalen Neugliederung zur Stadt Hüttental. Am 1. Januar 1975 wurde Birlenbach durch die Eingemeindung der Stadt Hüttental ein Teil der Stadt Siegen.

### Einwohnerzahlen
Einwohnerzahlen des Ortes:
| Jahr | Einwohner |
| ---- | --------- |
| 1818 | 52        |
| 1885 | 161       |
| 1895 | 169       |
| 1905 | 209       |
| 1910 | 265       |
| 1925 | 391       |

| Jahr | Einwohner |
| ---- | --------- |
| 1933 | 427       |
| 1939 | 457       |
| 1950 | 554       |
| 1961 | 720       |
| 1994 | 811       |
| 2004 | 993       |

| Jahr | Einwohner |
| ---- | --------- |
| 2006 | 1014      |
| 2008 | 1001      |
| 2009 | 991       |
| 2010 | 1009      |
| 2011 | 1029      |
| 2012 | 1026      |

| Jahr | Einwohner |
| ---- | --------- |
| 2013 | 996       |
| 2014 | 999       |
| 2015 | 1020      |
| 2016 | 1016      |

## Politik

### Ehemalige Gemeindevorsteher, Bürgermeister, Gemeindedirektoren und Ortsvorsteher (seit 1900)
- 21. Oktober 1894 bis 20. Januar 1901: Wilhelm Heinbach sr. (Gemeindevorsteher)
- 24. Januar 1901 bis 4. Januar 1919: Wilhelm Schneider (ebenso)
- 22. Januar 1919 bis 26. März 1925: Wilhelm Heinbach jr. (ebenso)
- 26. März 1925 bis 6. Januar 1939: Adolf Heinbach (ebenso)
- 6. Januar 1939 bis 31. Juli 1939: Fritz Otto (ebenso)
- 31. Juli 1939 bis 15. Oktober 1940: Karl Blöcher (ebenso)
- 15. Oktober 1940 bis 24. September 1946: Wilhelm Hoffmann (ebenso)

Von 1946 bis 1955 gab es parallel die Ämter des Bürgermeisters und des Gemeindedirektors; danach nur noch das Amt des Bürgermeisters.
- 24. September 1946 bis 6. August 1951: Wilhelm Hoffmann (Gemeindedirektor)
- 24. September 1946 bis 6. August 1951: Ernst Grüdelbach (Bürgermeister)
- 6. August 1951 bis 17. Januar 1955: Wilhelm Hoffmann (Gemeindedirektor und Bürgermeister)
- 17. Januar 1955 bis 15. Februar 1955: Wilhelm Hoffmann (Bürgermeister)
- 17. Januar 1955 bis 15. Februar 1955: Ernst Seidel (Gemeindedirektor)
- 15. Februar 1955 bis 30. September 1964: Karl Müller (Bürgermeister)
- 1. Oktober 1964 bis 31. Mai 1966: Wilhelm Helmes (Bürgermeister)

Mit dem 31. Mai 1966 endete die politische Selbstständigkeit Birlenbachs.
- 1. Juli 1966 bis 31. Dezember 1974[16]: Artur Paul († 29. Oktober 1990) (Ortsvorsteher).[17]

## Infrastruktur
Der Stadtteil besteht – in der Reihenfolge ihrer Entstehung – aus dem „Alten Dorf“, dem „Zünche“, dem „Sonnenhang“  und den Neubaugebieten nördlich bis nordwestlich der Grundschule und südlich der Birlenbacher Straße. Er weist überwiegend eine Wohnbebauung aus Ein- bzw. Mehrfamilienhäusern auf. Darüber hinaus gibt es unter anderem ein Gewerbegebiet, eine Grundschule, ein Bürgerhaus und einen Friedhof. Neben der Grundschule befindet sich zudem ein Ehrenmal. Auch findet sich in Birlenbach ein Sportplatz, auf dem bis zur im ersten Jahrzehnt des 21. Jahrhunderts erfolgten Abmeldung vom Spielbetrieb die Herren-Fußballmannschaft des 1964 gegründeten Sportvereins SV Birlenbach seine Heimspiele austrug.
Die L 564, die von Niederholzklau nach Weidenau verläuft, führt durch den Stadtteil. Über die Hüttentalstraße und die Geisweider Auffahrt ist der Ort an die Bundesautobahn 45 angebunden. Der nächste Bahnhof ist in Geisweid.

## Söhne und Töchter des Ortes
- Karl Hochhardt (* 4. April 1927; † 30. April 2021 in Birlenbach), Kommunalpolitiker; Träger des Bundesverdienstkreuzes
- Gundolf Bohn (* 21. März 1939), Maler
- Heinfried Birlenbach (* 7. Dezember 1940; † 11. November 2020), ehemaliger deutscher Leichtathlet
- Jürgen Bohn (Heimatpfleger) (* 29. Mai 1952), Heimatpfleger, Vorsitzender des Heimatvereins Birlenbach (seit 2007)
- Günter Helmes (* 19. Juli 1954), Literatur- und Medienwissenschaftler